# Pieter Biesiot
Pieter Biesiot (Den Haag, 14 mei 1890 – aldaar, 12 juli 1980) was een Nederlandse beeldhouwer, meubelontwerper en tekenaar.

## Leven en werk
Biesiot studeerde bij Toon Dupuis, Pieter Johannes den Hertog en Johannes Dominicus Ros aan de Academie van Beeldende Kunsten in Den Haag. Hij was een studie- en huisgenoot van de beeldhouwer Hein ter Reegen. Biesiot woonde en werkte vanaf 1929 in Driebergen-Rijsenburg. Hij vervaardigde voor bouwprojecten in Nederland gevel- en hoekbeelden, reliëfs en graf- en oorlogsmonumenten. Zijn werk had veelal een christelijk-religieuze strekking.
De kunstenaar was lid van de Haagse Kunstkring, de Algemene Katholieke Kunstenaarsvereniging en Arti et Industriae.

## Enkele werken
- Grafmonument voor J.V. de Groot op de Begraafplaats Buitenveldert (1922/1923)
- Hoekbeelden "Cornelis Musius" en "Geertruyt van Oosten" (1923/24)[1], Cornelis Musiusschool aan de Prins Mauritsstraat in Delft
- Gevelbeelden en - reliëfs (1929), Peek & Cloppenburg aan de Grote Marktstraat in Den Haag
- Sint Willibrord (1935), Runxputteweg in Heiloo
- Reliëfs voor 32 entreepartijen (1950)[2], Melis Stokelaan in Den Haag
- Gevelbeeld Sint Jacobus (1951)[3], Jacobushof in Krommenie
- Bevrijdingsmonument (1955), obelisk met feniks[4], Loosduinse Hoofdstraat in Den Haag (in samenwerking met M.M. Ossenburg)
- Reliëf (1956), Seringenstraat in Vlaardingen
- Golgothagroep in de St. Jan Onthoofdingkerk in Zoeterwoude-Zuidbuurt.

## Fotogalerij

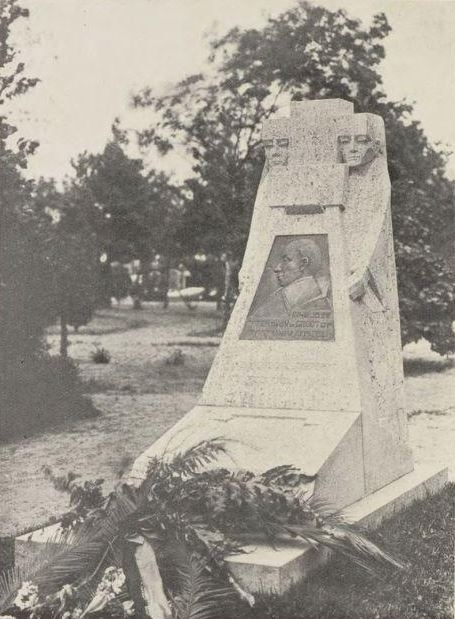
Grafmonument J.V. de Groot, Buitenveldert
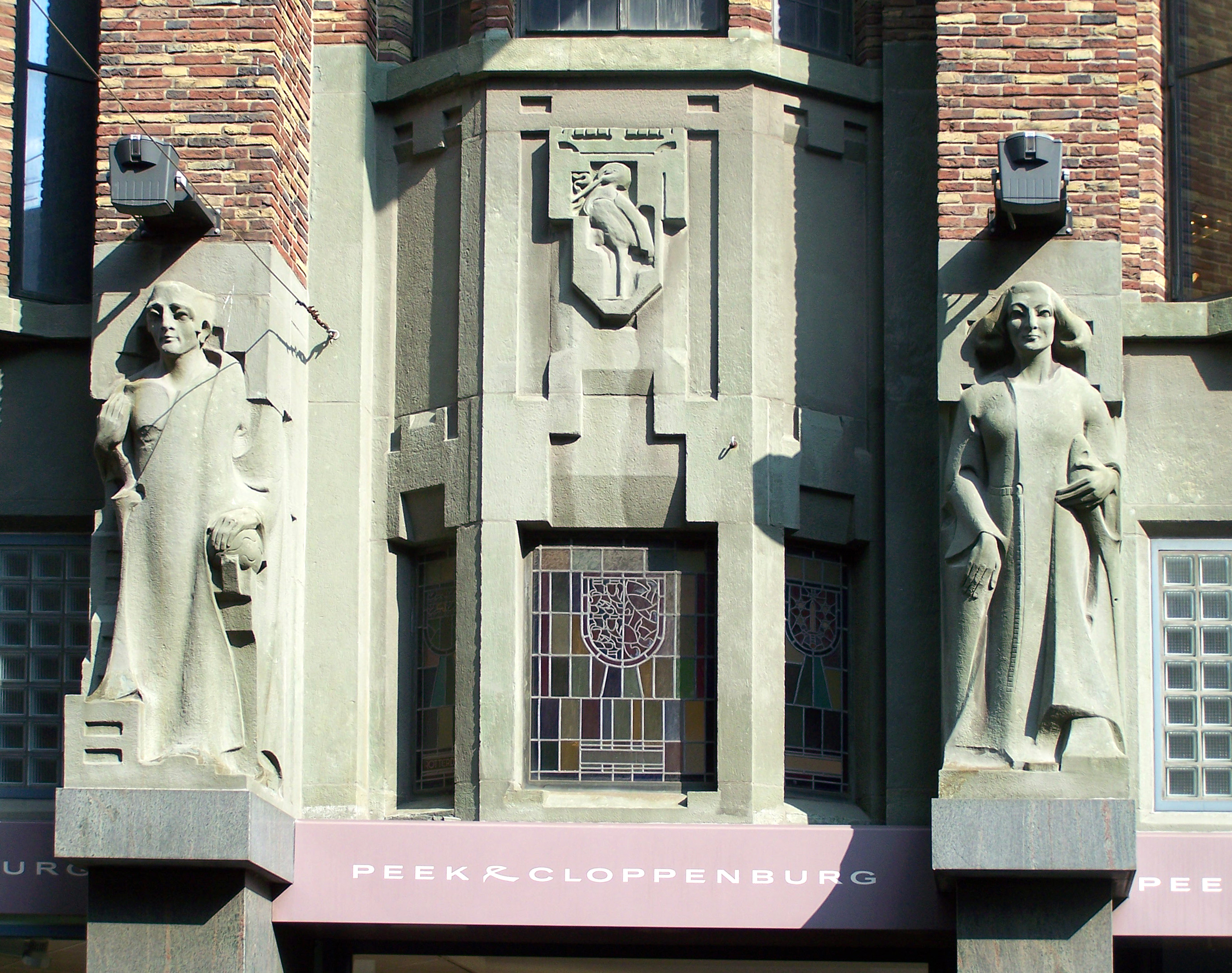
Gevelbeelden en -reliëfs P&C Den Haag
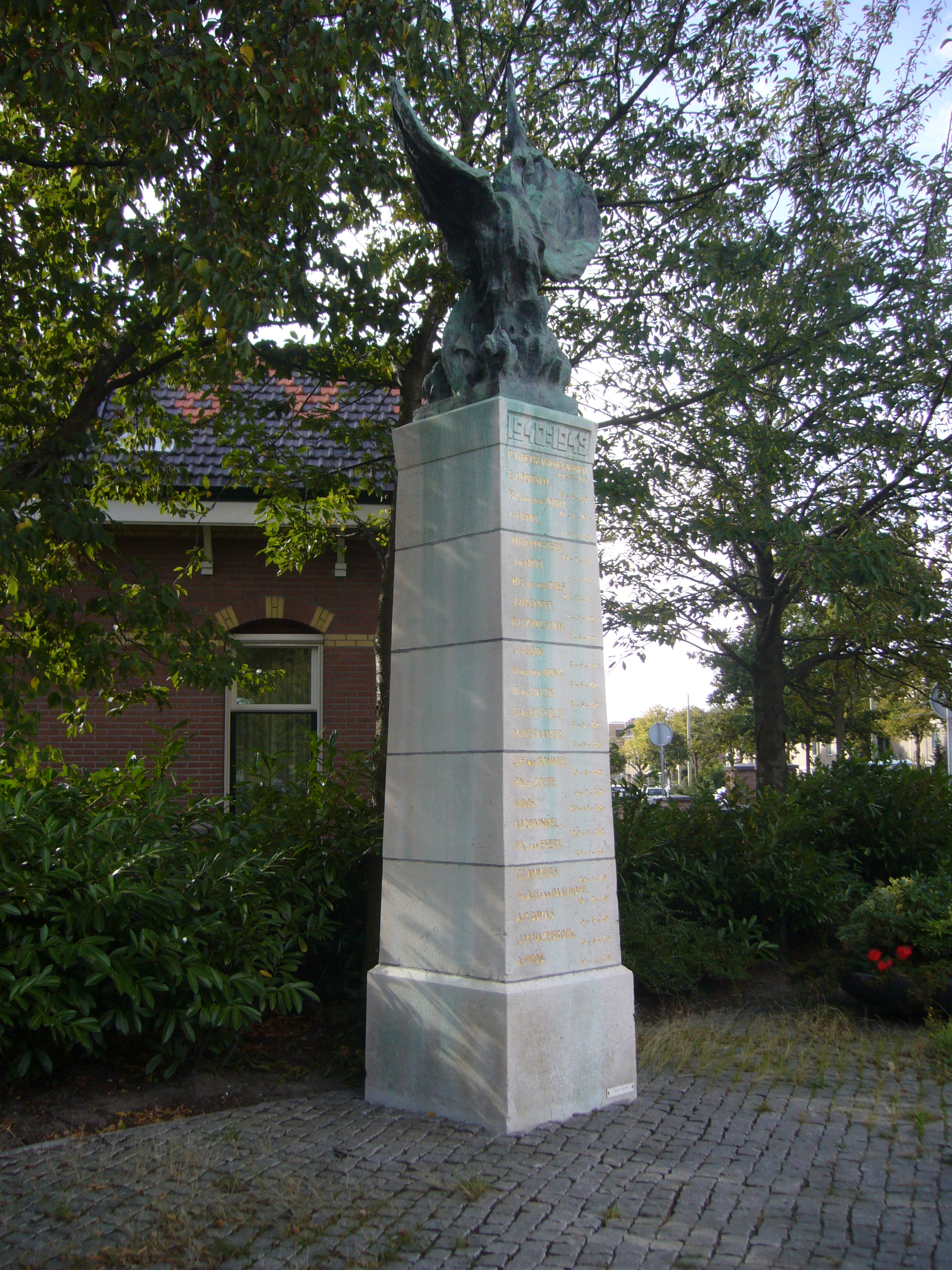
Bevrijdingsmonument, Den Haag-Loosduinen
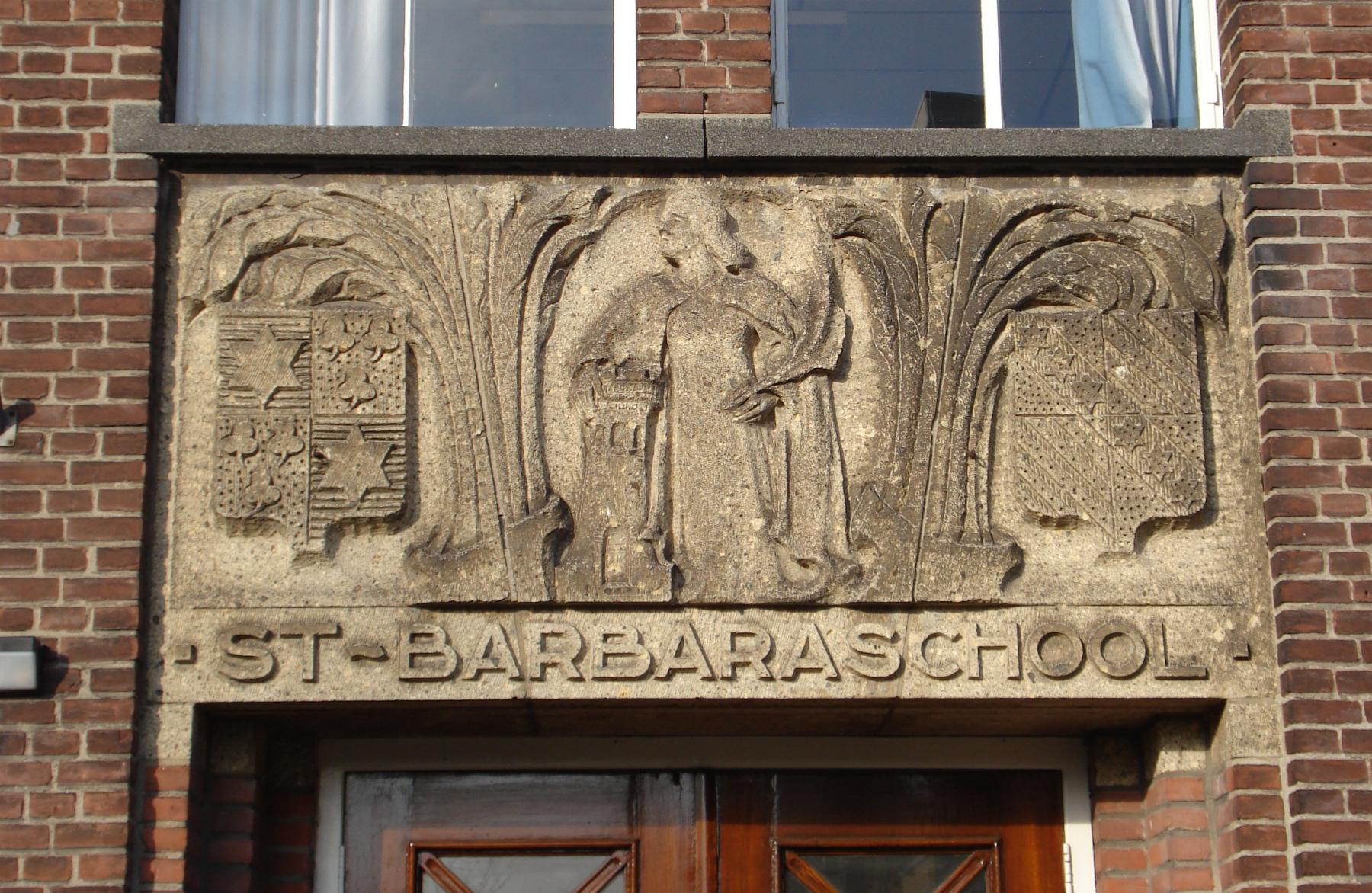
Reliëfs Sint-Barbaraschool, Vlaardingen